# NCCRP1
NCCRP1 (англ. Non-specific cytotoxic cell receptor protein 1 homolog (zebrafish)) – білок, який кодується однойменним геном, розташованим у людей на довгому плечі 19-ї хромосоми. Довжина поліпептидного ланцюга білка становить 275 амінокислот, а молекулярна маса — 30 847.
| 10         |  | 20         |  | 30         |  | 40         |  | 50         |
| ---------- |  | ---------- |  | ---------- |  | ---------- |  | ---------- |
| MEEVREGHAL |  | GGGMEADGPA |  | SLQELPPSPR |  | SPSPPPSPPP |  | LPSPPSLPSP |
| AAPEAPELPE |  | PAQPSEAHAR |  | QLLLEEWGPL |  | SGGLELPQRL |  | TWKLLLLRRP |
| LYRNLLRSPN |  | PEGINIYEPA |  | PPTGPTQRPL |  | ETLGNFRGWY |  | IRTEKLQQNQ |
| SWTVKQQCVD |  | LLAEGLWEEL |  | LDDEQPAITV |  | MDWFEDSRLD |  | ACVYELHVWL |
| LAADRRTVIA |  | QHHVAPRTSG |  | RGPPGRWVQV |  | SHVFRHYGPG |  | VRFIHFLHKA |
| KNRMEPGGLR |  | RTRVTDSSVS |  | VQLRE      |  |            |  |            |

A: Аланін

C: Цистеїн

D: Аспарагінова кислота

E: Глутамінова кислота

F: Фенілаланін

G: Гліцин

H: Гістидин

I: Ізолейцин

K: Лізин

L: Лейцин

M: Метіонін

N: Аспарагін

P: Пролін

Q: Глутамін

R: Аргінін

S: Серин

T: Треонін

V: Валін

W: Триптофан

Кодований геном білок за функцією належить до фосфопротеїнів. 
Локалізований у цитоплазмі.